# Pentecoste
Pentecoste este un oraș în statul Ceará (CE) din Brazilia.